# San Ignacio Miní
Les ruïnes de San Ignacio Miní són el que resta d'una missió fundada a començaments del segle xvii per evangelitzar els nadius guaranís. Es troben en l'actual localitat de San Ignacio, Departament de San Ignacio, a la província de Misiones (Argentina), distants a uns 60 km de la capital provincial, Posadas. El primer enclavament de la missió de San Ignacio Miní havia sigut a l'extrem nord de l'actual estat brasiler del Paraná quan entre els segle xvi i XVIII el territori d'aquest estat formava la regió hispanojesuítica de la Guayrá.
Des de l'any 1983 forma part del Patrimoni de la Humanitat per la UNESCO.